# Leopoldo I d'Asburgo
Leopoldo Ignazio Giuseppe Baldassarre Feliciano d'Asburgo (Vienna, 9 giugno 1640 – Vienna, 5 maggio 1705) è stato Imperatore del Sacro Romano Impero dal 1658 alla morte, nonché Re di Ungheria dal 1655, di Boemia dal 1656 e, infine, di Croazia e Slavonia dal 1658.
Il regno di Leopoldo è noto per i conflitti con l'Impero Ottomano nella Grande Guerra Turca (1683–1699) e per la rivalità con Luigi XIV. Dopo più di un decennio di guerra, Leopoldo uscì vittorioso in Oriente grazie ai talenti militari del principe Eugenio di Savoia. Con il trattato di Karlowitz, Leopoldo recuperò quasi tutto il Regno d'Ungheria, che era caduto sotto il potere turco negli anni successivi alla battaglia di Mohács del 1526.
Leopoldo combatté tre guerre contro la Francia: la guerra franco-olandese, la guerra dei nove anni e la guerra di successione spagnola. In quest'ultima, Leopoldo cercò di dare al figlio minore Carlo l'intera eredità spagnola, ignorando la volontà del defunto Carlo II. Leopoldo iniziò una guerra che presto inghiottì gran parte dell'Europa. I primi anni della guerra andarono abbastanza bene per l'Austria, con vittorie a Schellenberg e Blenheim, ma la guerra si trascinò senza esito fino al 1714, nove anni dopo la morte di Leopoldo. Quando la pace tornò con il Trattato di Rastatt, non si può dire che l'Austria sia emersa trionfante come dalla guerra contro i turchi.

## Biografia

### I primi anni
Era il secondo figlio dell'Imperatore Ferdinando III d'Asburgo, e della sua prima moglie, Maria Anna di Spagna. Suoi nonni materni furono Filippo III di Spagna e Margherita d'Austria; Leopoldo era fratello minore di Ferdinando IV e di Maria Anna D'Asburgo. Leopoldo era basso ed era stato, da bambino, di salute malferma, ma, da adolescente, si era irrobustito; aveva inoltre ereditato il caratteristico Labbro sporgente degli Asburgo, che tendeva ad afflosciarsi verso il basso. Di carattere era freddo, riflessivo e flemmatico. Ricevette il tradizionale programma di educazione nelle arti liberali, storia, letteratura, scienze naturali e astronomia. Era particolarmente interessato alla musica, come lo era stato suo padre. Fin dalla tenera età Leopoldo mostrò un'inclinazione verso l'apprendimento. Parlava fluentemente in latino, italiano, tedesco, francese e spagnolo. Oltre al tedesco, l'italiano sarebbe diventata la lingua preferita a corte.
Allo stesso modo aveva ricevuto una formazione ecclesiastica completa poiché era stato originariamente destinato per una carriera nell'alto clero. Questo piano, tuttavia, fu abbandonato alla morte del fratello maggiore, Ferdinando IV nel 1654, quando Leopoldo divenne l'erede apparente. Tuttavia, l'educazione spirituale di Leopoldo ebbe un impatto evidente su di lui. Leopoldo rimase sotto l'incantesimo della sua educazione clericale e dell'influenza gesuita per tutta la vita. Per essere un monarca era straordinariamente esperto di teologia, metafisica, giurisprudenza e scienze. Ha anche mantenuto il suo interesse per l'astrologia e l'alchimia che aveva sviluppato sotto i tutori gesuiti. Persona profondamente religiosa e devota, Leopoldo personificava la pietas Austriaca, o l'atteggiamento leale cattolico della sua casa. D'altra parte, la sua pietà e la sua educazione possono aver causato in lui una tensione fatalistica che lo ha portato a rifiutare ogni compromesso sulle questioni denominazionali, che non sempre è considerato una caratteristica positiva di un governante.

## Regno

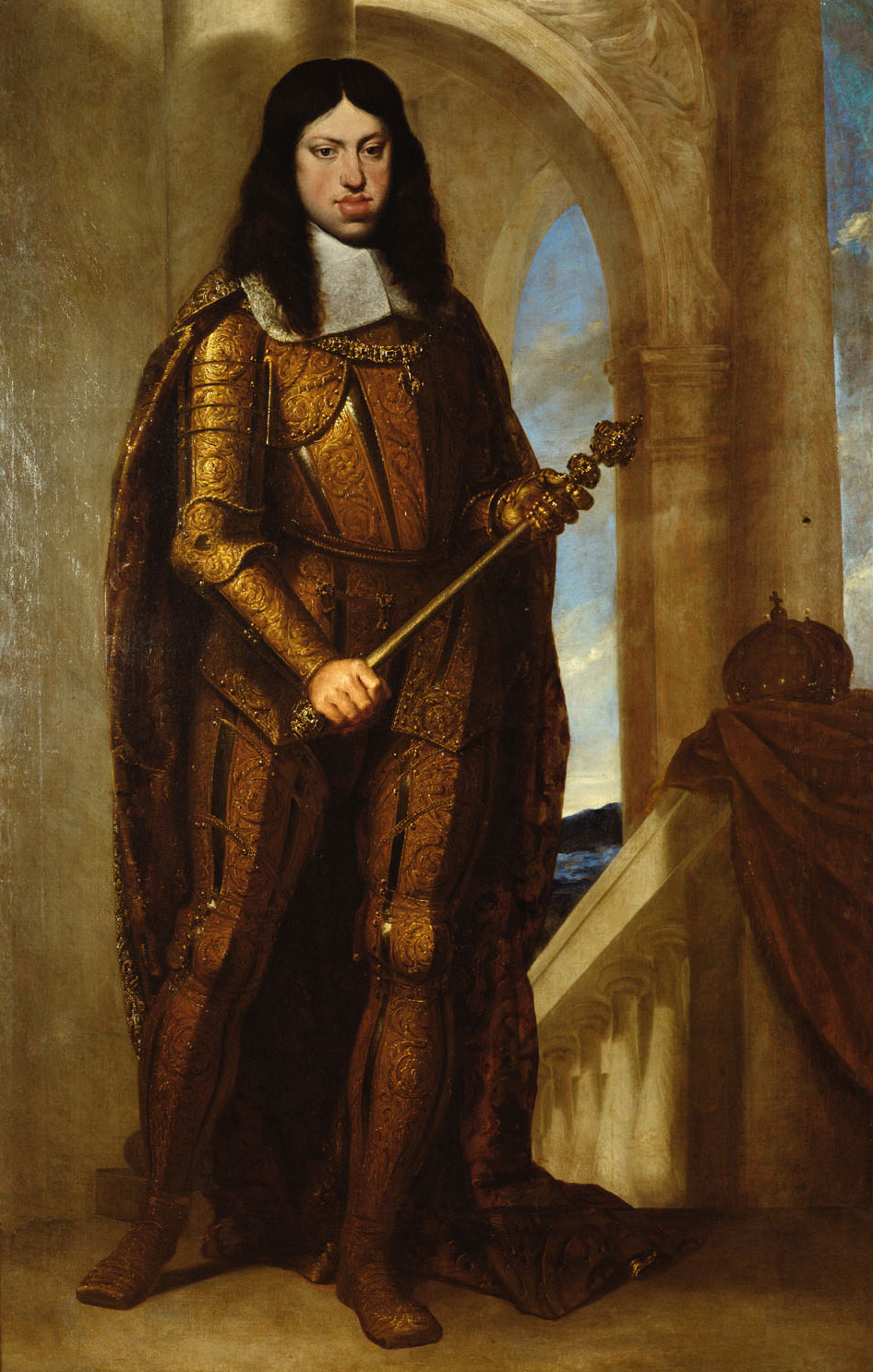
Leopoldo I. Ritratto di Guido Cagnacci, (1657/1658).

Eletto re d'Ungheria nel 1655, seguì l'esempio nel 1656 e nel 1657 rispettivamente in Boemia e Croazia. Nel luglio 1658, più di un anno dopo la morte del padre, Leopoldo fu eletto imperatore del Sacro Romano Impero a Francoforte in opposizione al cardinale francese Mazzarino, che cercava di porre la corona imperiale sulla testa del principe elettore Ferdinando Maria o di qualche altro che non fosse un principe asburgico. Per conciliare la Francia, che aveva una notevole influenza negli affari tedeschi grazie alla Lega del Reno, il neoeletto imperatore promise di non aiutare la Spagna, allora in guerra con la Francia. Questo segnò l'inizio di un regno di quasi 47 anni caratterizzato da una duratura rivalità con la Francia e il suo re, Luigi XIV. La personalità e il potere dominanti di quest'ultimo hanno completamente oscurato Leopoldo, fino ad oggi. Sebbene Leopoldo non guidasse le sue truppe di persona come fece Luigi XIV, non era meno un re guerriero dato che la maggior parte della sua vita pubblica era diretta all'organizzazione e alla promozione delle guerre.

### Seconda Guerra del Nord
La prima guerra di Leopoldo fu la Seconda Guerra del Nord (1655–1660), in cui il re Carlo X di Svezia cercò di diventare re di Polonia con l'aiuto di alleati tra cui Giorgio II Rákóczi, principe di Transilvania. Il predecessore di Leopoldo, Ferdinando III, si era alleato con il re Giovanni II Casimiro di Polonia nel 1656. Nel 1657 Leopoldo allargò questa alleanza per includere le truppe austriache (pagate dalla Polonia). Queste truppe aiutarono a sconfiggere l'esercito della Transilvania e fecero una campagna fino alla Danimarca. La guerra si concluse con il Trattato di Oliva nel 1660.

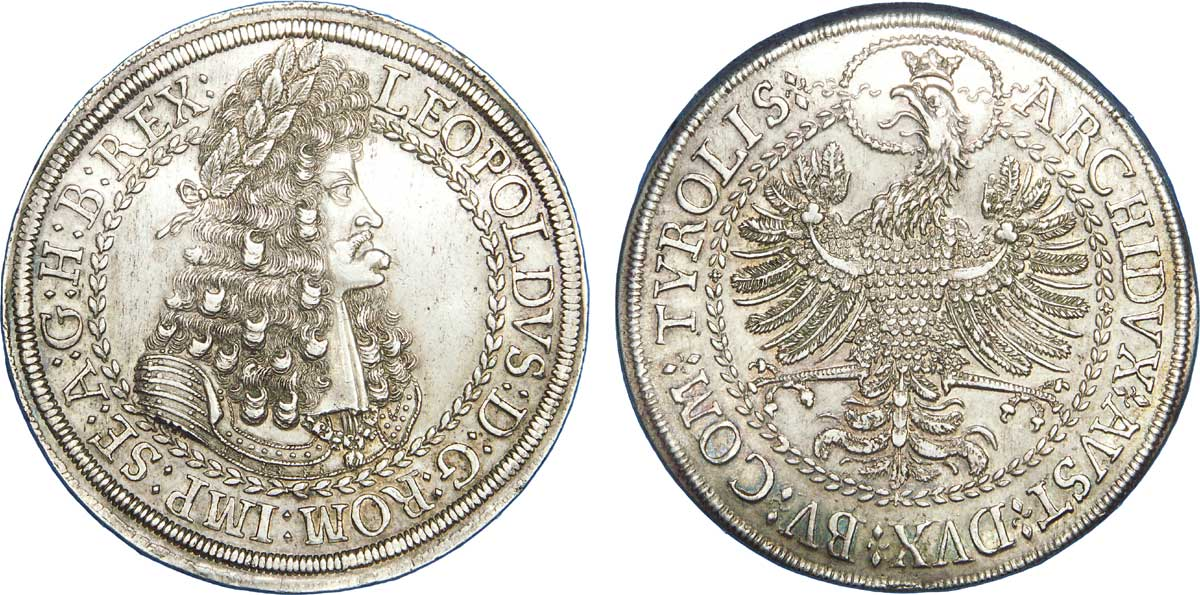
Leopoldo I d'Asburgo

### La Prima Guerra contro l'Impero Ottomano
Questa guerra, retaggio dei predecessori, venne combattuta da Leopoldo al fianco del Regno di Polonia sino alla firma della Pace di Oliva nel 1660. 
Non molto tempo dopo la firma del trattato, però, l'Impero ottomano tentò di interferire negli affari di governo della Transilvania, un distretto ungherese non retto dagli Asburgo attraverso vassallaggio del principe locale, e questo intervento portò alla guerra austro-turca del 1663. A causa della conclamata inferiorità numerica delle proprie truppe rispetto all'agguerrito esercito turco guidato dal gran visir Fazıl Ahmed Köprülü l'imperatore Leopoldo I, nell'inverno 1663, chiese aiuto ai principi tedeschi con una convocazione personale della Dieta di Ratisbona e poi all'intera Europa.
La perdita della fortezza di Nové Zámky ed i susseguenti saccheggi fino al territorio moravo da parte dei turchi portarono ad un generale sostegno europeo all'imperatore. Bavaresi, brandeburghesi e sassoni offrirono un esercito e persino il tradizionale rivale europeo Luigi XIV, nella sua qualità di protettore dei confini del Reno, inviò un corpo forte di 5.000 effettivi. Nell'agosto del 1664 il generale imperiale, Raimondo Montecuccoli, ottenne una rimarchevole vittoria nella battaglia di San Gottardo. Con la pace di Eisenburg l'Imperatore firmò la fine del conflitto con il sultano ottomano Mehmet IV, con una clausola di non belligeranza per i 20 anni a venire, garantendo ad ogni modo a quest'ultimo favorevoli condizioni, la qual cosa fu molto sgradita all'alta nobiltà ungherese ed a quella croata, che percepirono questo comportamento dell'imperatore come un tradimento ed iniziarono contro di lui un movimento cospiratorio. Leopoldo reagì con estrema durezza, mandando a morte il principale esponente della sollevazione il magnate Ferenc II Nádasdy.

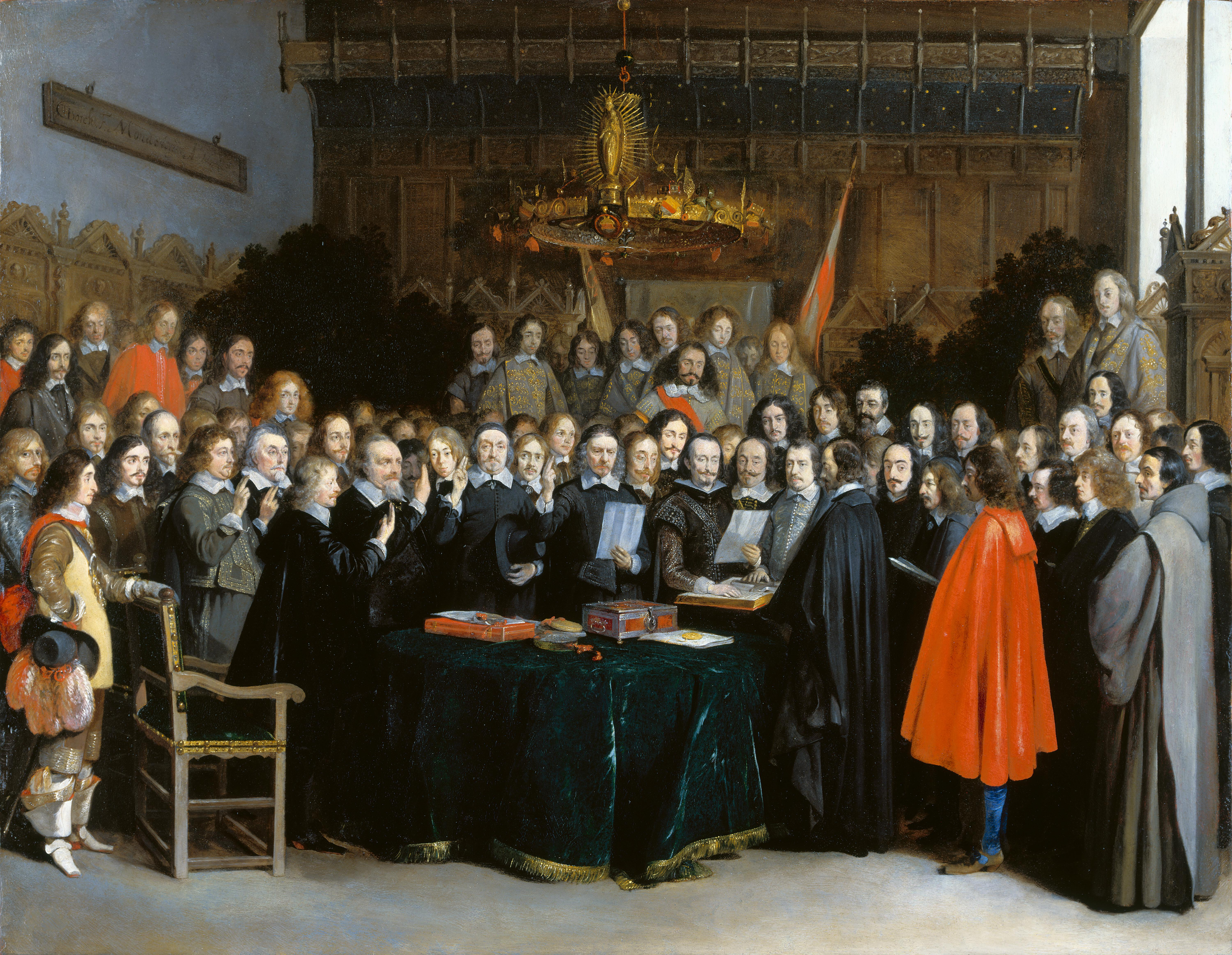
La Ratifica del Trattato di Münster, una delle fasi più significative della Pace di Vestfalia.

### Guerre contro la Francia
L'espansione francese minacciò sempre più l'Impero, in particolare l'invasione dello strategico Ducato di Lorena nel 1670, seguito dalla guerra franco-olandese del 1672. A metà giugno, la Repubblica olandese era sull'orlo della distruzione, il che portò Leopoldo ad accettare un'alleanza con il Brandeburgo-Prussia e la Repubblica il 25 giugno. Il suo comandante, Raimondo Montecuccoli, fu ordinato di rimanere sulla difensiva ed evitare un conflitto diretto. La logistica caotica rese impossibile mantenere le truppe e il Brandeburgo lasciò la guerra nel giugno 1673 con il Trattato di Vossem.
Ad agosto si formò una quadrupla alleanza antifrancese, composta dalla Repubblica, dalla Spagna, dall'imperatore Leopoldo e dal duca di Lorena, mentre nel maggio 1674 la dieta imperiale la dichiarò guerra imperiale. Il Trattato di Nimega del 1678 è generalmente visto come una vittoria francese, sebbene l'Alleanza sia riuscita a limitare i loro guadagni.
Quasi subito dopo la conclusione della pace, Luigi XIV rinnovò le sue aggressioni alla frontiera tedesca attraverso la politica delle Réunions. Impegnato in una seria lotta con l'Impero ottomano, l'imperatore fu di nuovo lento a muoversi e, sebbene si unì alla Lega dell'Associazione contro la Francia nel 1682, fu lieto di concludere una tregua a Ratisbona due anni dopo. Nel 1686 fu costituita dall'imperatore e dai principi imperiali la Lega di Augusta, per preservare i termini dei trattati di Westfalia e di Nimega. Tutta la posizione europea era ormai legata alle vicende inglesi, e la tensione durò fino al 1688, quando Guglielmo III d'Orange conquistò la corona inglese attraverso il Gloriosa rivoluzione e Luigi XIV invase la Germania. Nel maggio 1689 fu formata la Grande Alleanza, che comprendeva l'imperatore, i re d'Inghilterra, Spagna e Danimarca, l'elettore di Brandeburgo e altri, e una feroce lotta contro la Francia fu condotta in quasi tutta l'Europa occidentale. In generale le numerose campagne furono favorevoli agli alleati e nel settembre 1697 Inghilterra, Spagna e Province Unite fecero la pace con la Francia nel Trattato di Rijswijk.
Leopoldo si rifiutò di aderire al trattato, poiché riteneva che i suoi alleati avessero in qualche modo trascurato i suoi interessi, ma nel mese successivo fece i conti e un certo numero di posti furono trasferiti dalla Francia alla Germania. La pace con la Francia durò circa quattro anni e poi l'Europa fu coinvolta nella guerra di successione spagnola. Il re di Spagna, Carlo II, era un asburgico di discendenza ed era imparentato per matrimonio con il ramo austriaco, mentre un legame simile lo legava alla casa reale di Francia. Era debole e senza figli, e le potenze europee avevano tentato di organizzare una divisione pacifica del suo vasto regno. Leopoldo si rifiutò di acconsentire a qualsiasi spartizione, e quando nel novembre 1700 Carlo morì, lasciando la sua corona a Filippo di Francia, duca d'Angiò, nipote di Luigi XIV, tutte le speranze di una soluzione pacifica svanirono. Sotto la guida di Guglielmo III si formò contro la Francia una potente lega, una rinnovata Grande Alleanza; di questo l'imperatore era un membro di spicco e nel 1703 trasferì la sua pretesa sulla monarchia spagnola al suo secondo figlio, Carlo. Il corso iniziale della guerra non fu favorevole agli imperialisti, ma l'ondata di sconfitte era stata respinta dalla grande vittoria di Blenheim prima che Leopoldo morisse il 5 maggio 1705.

### Problemi interni
Lo stesso imperatore definì le linee guida della politica. Giovanni Weikhard di Auersperg fu rovesciato nel 1669 come primo ministro. Fu seguito da Wenzel Eusebius von Lobkowicz. Entrambi avevano organizzato alcuni collegamenti con la Francia all'insaputa dell'imperatore. Nel 1674 anche Lobkowicz perse l'incarico.
Nel governare le proprie terre Leopoldo trovò le sue principali difficoltà in Ungheria, dove i disordini furono causati in parte dal suo desiderio di schiacciare il protestantesimo e in parte dalla cosiddetta cospirazione dei magnati. Una rivolta fu soppressa nel 1671 e per alcuni anni l'Ungheria fu trattata con grande severità. Nel 1681, dopo un'altra insurrezione, furono rimosse alcune lamentele e fu adottata una politica meno repressiva, ma ciò non scoraggiò gli ungheresi dal ribellarsi nuovamente. Sposando la causa dei ribelli, il sultano inviò un enorme esercito in Austria all'inizio del 1683; questo avanzò quasi incontrollato verso Vienna, che fu assediata da luglio a settembre, mentre Leopoldo si rifugiò a Passau. Rendendosi conto un po' tardi della gravità della situazione, alcuni principi tedeschi, tra cui gli elettori di Sassonia e Baviera, condussero i loro contingenti all'esercito imperiale, che era comandato dal cognato dell'imperatore, Carlo, duca di Lorena, ma il più temibile degli alleati di Leopoldo era il re di Polonia, Giovanni III Sobieski, già temuto dai turchi. Le forze austriache occuparono il castello di Trebišov nel 1675. Nel 1692 Leopoldo rinunciò ai suoi diritti sulla proprietà, cedendo i suoi diritti mediante donazione a Theresia Keglević.
Ha anche espulso le comunità ebraiche dal suo regno, ad esempio la comunità ebraica viennese, che viveva in un'area chiamata "Im Werd" al di là del Canale del Danubio. Dopo l'espulsione della popolazione ebraica, con il sostegno popolare, l'area fu ribattezzata Leopoldstadt come ringraziamento. Ma Federico Guglielmo I, elettore di Brandeburgo, emanò un editto nel 1677, in cui annunciava la sua protezione speciale per 50 famiglie di questi ebrei espulsi.

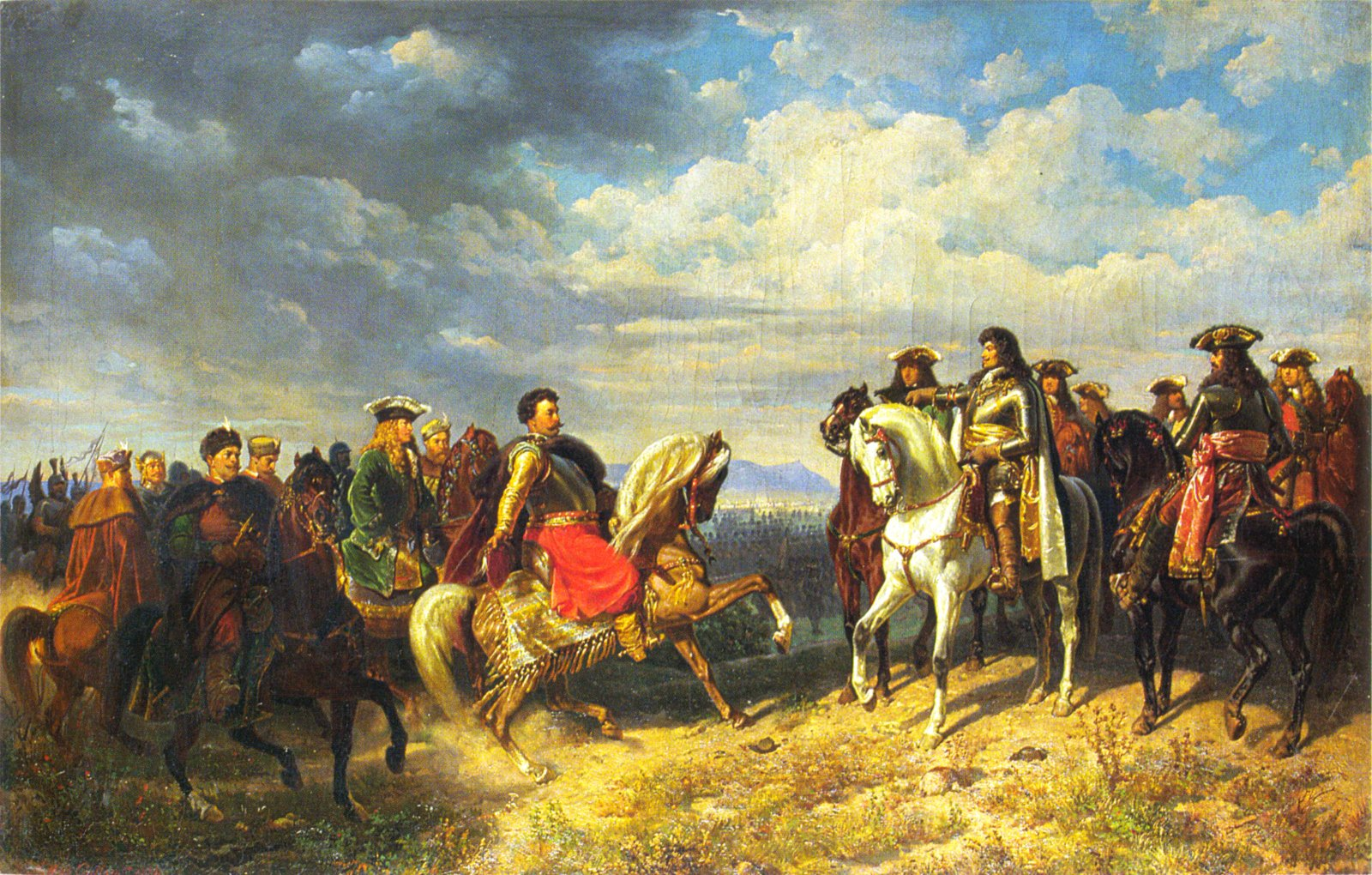
Leopoldo I e Giovanni III di Polonia nella Battaglia di Vienna.

### Successi contro i turchi e in Ungheria
Il 12 settembre 1683 l'esercito alleato si abbatté sul nemico, che fu completamente sconfitto, e Vienna fu salva. Le forze imperiali divennero rapidamente vincitrici sul campo (sul quale ebbe il battesimo del fuoco il principe Eugenio di Savoia), proseguendo di vittoria in vittoria, tra cui quelle di Mohács nel 1687, di Slankamen nel 1691 e di Zenta nel 1697. Nel gennaio del 1699 il sultano Mustafa II firmò la pace di Karlowitz con la quale riconobbe la sovranità degli Asburgo sull'Ungheria. Quando le forze asburgiche si ritirarono, ritirarono 37.000 famiglie serbe sotto il patriarca Arsenije III Čarnojević del Patriarcato serbo di Peć. Nel 1690 e nel 1691 l'imperatore aveva concepito attraverso una serie di editti (Privilegi) l'autonomia dei Serbi nel suo Impero, che sarebbe durata per più di due secoli fino alla sua abolizione nel 1912. Prima della conclusione della guerra, ad ogni modo, Leopoldo aveva preso misure per rafforzare le proprie armate. Nel 1687, il Parlamento ungherese, a Bratislava (a quel tempo chiamata Presburgo) cambiò la costituzione, ammettendo il diritto di successione per gli Asburgo ed in particolare per il figlio maggiore dell'Imperatore, l'Arciduca Giuseppe che venne incoronato re ereditario d'Ungheria.

## Il Sacro Romano Impero
La pace di Westfalia nel 1648 era stata una sconfitta politica per gli Asburgo. Ha posto fine all'idea che l'Europa fosse un unico impero cristiano; governato spiritualmente dal Papa e temporalmente dal Sacro Romano Impero. Inoltre, il trattato era dedicato alla lottizzazione della terra e dell'influenza ai "vincitori", l'alleanza anti-asburgica guidata da Francia e Svezia. Tuttavia, gli Asburgo ottennero alcuni vantaggi dalle guerre; l'aristocrazia protestante nei territori asburgici era stata decimata e i legami tra Vienna e i domini asburgici in Boemia e altrove si erano notevolmente rafforzati. Questi cambiamenti avrebbero consentito a Leopoldo di avviare le necessarie riforme politiche e istituzionali durante il suo regno per sviluppare una sorta di stato assolutista lungo le linee francesi. Le conseguenze più importanti della guerra furono in retrospettiva l'indebolimento degli Asburgo come imperatori ma il loro rafforzamento nelle proprie terre. Leopoldo fu il primo a rendersi conto di questo stato di cose alterato e ad agire in conformità con esso.
Il regno di Leopoldo vide alcuni importanti cambiamenti apportati alla costituzione dell'Impero. Nel 1663 la dieta imperiale entrò nell'ultima fase della sua esistenza e divenne un organismo permanentemente in seduta a Ratisbona. Questa dieta perpetua sarebbe diventata uno strumento vitale per il consolidamento del potere asburgico sotto Leopoldo.
Nel 1692 il duca di Hannover fu elevato al rango di elettore, diventando il nono membro del collegio elettorale. Nel 1700 Leopoldo, fortemente bisognoso di aiuto per l'imminente guerra con la Francia, concesse il titolo di re di Prussia all'elettore di Brandeburgo. Il risultato netto di questi e simili cambiamenti fu di indebolire l'autorità dell'imperatore sui membri dell'Impero e di costringerlo a fare sempre più affidamento sulla sua posizione di sovrano degli arciducati austriaci e dell'Ungheria e della Boemia.

## Personalità
Leopoldo era un uomo di industria e istruzione e durante i suoi ultimi anni mostrò una certa abilità politica. Considerandosi un sovrano assoluto, era estremamente tenace dei suoi diritti. Fortemente influenzato dai gesuiti, fu un convinto sostenitore della Controriforma. Di persona era basso, ma forte e sano. Pur non avendo alcuna inclinazione per la vita militare, amava gli esercizi all'aria aperta, come la caccia e l'equitazione; aveva anche gusto e talento molto spiccati per la musica e compose una notevole quantità di oratori e suites.
Nel 1660 compose l'oratorio Il sacrifizio d'Abramo che ebbe la prima assoluta il 26 marzo a Hofburg, nel 1664 l'opera La simpatia nell'odio, ovvero Le Amazoni amanti in Vienna, il 29 marzo 1668 Il lutto dell'universo con il libretto di Francesco Sbarra a Wiener Neustadt ed il 12 aprile 1675 L'ingratitudine rimproverata con il libretto di Nicolò Minato a Vienna. Chiamò a lavorare a Vienna vari artisti, fra cui il pittore Guido Cagnacci e lo scrittore, docente e gesuita Nicola Avancini.
Nel 1669, inoltre, istituisce l'Università di Zagabria, la più antica università della Croazia.

## Matrimoni

### Primo Matrimonio

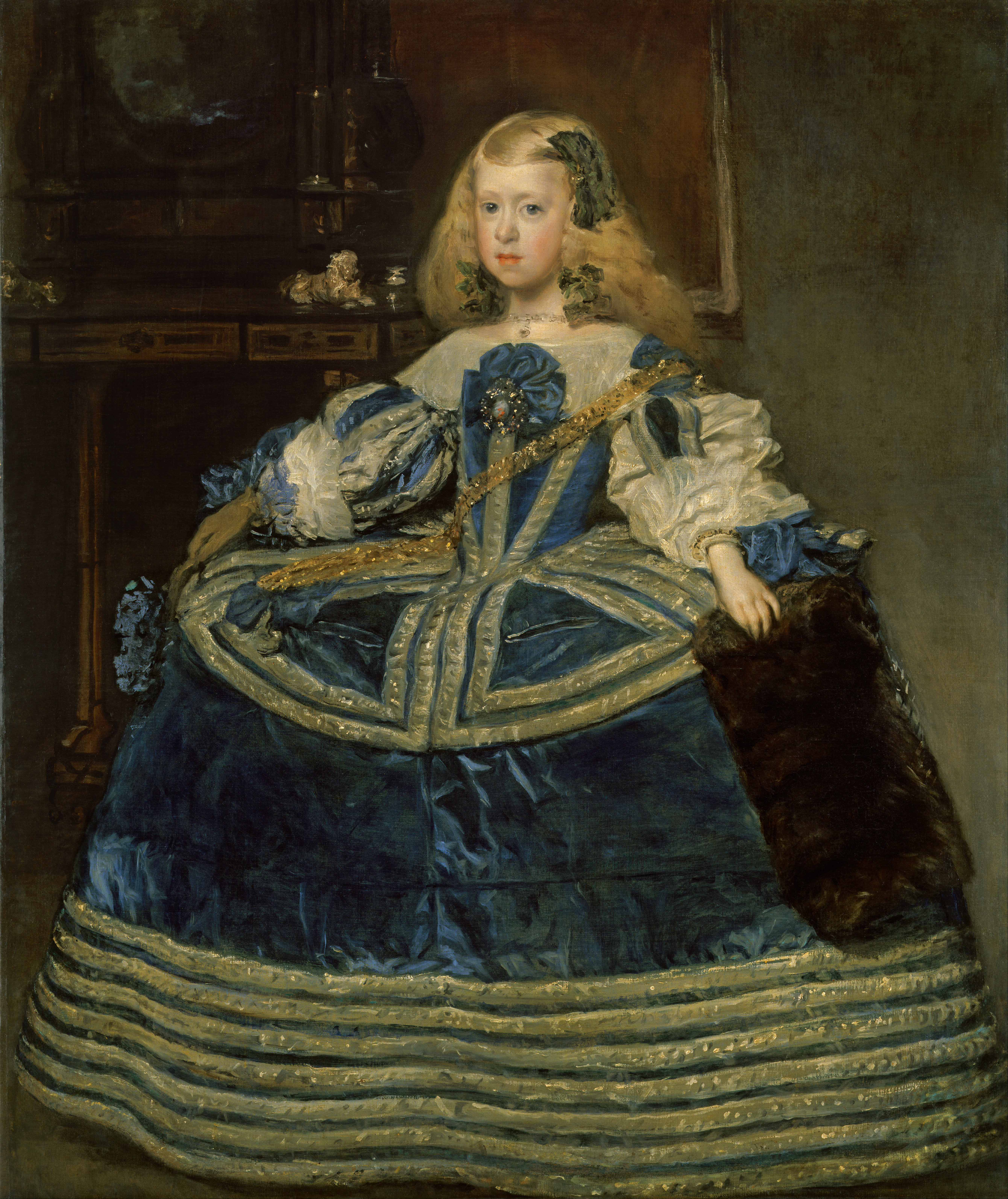
Margherita Teresa d'Asburgo in uno dei quadri di Velázquez che giunsero alla corte di Vienna

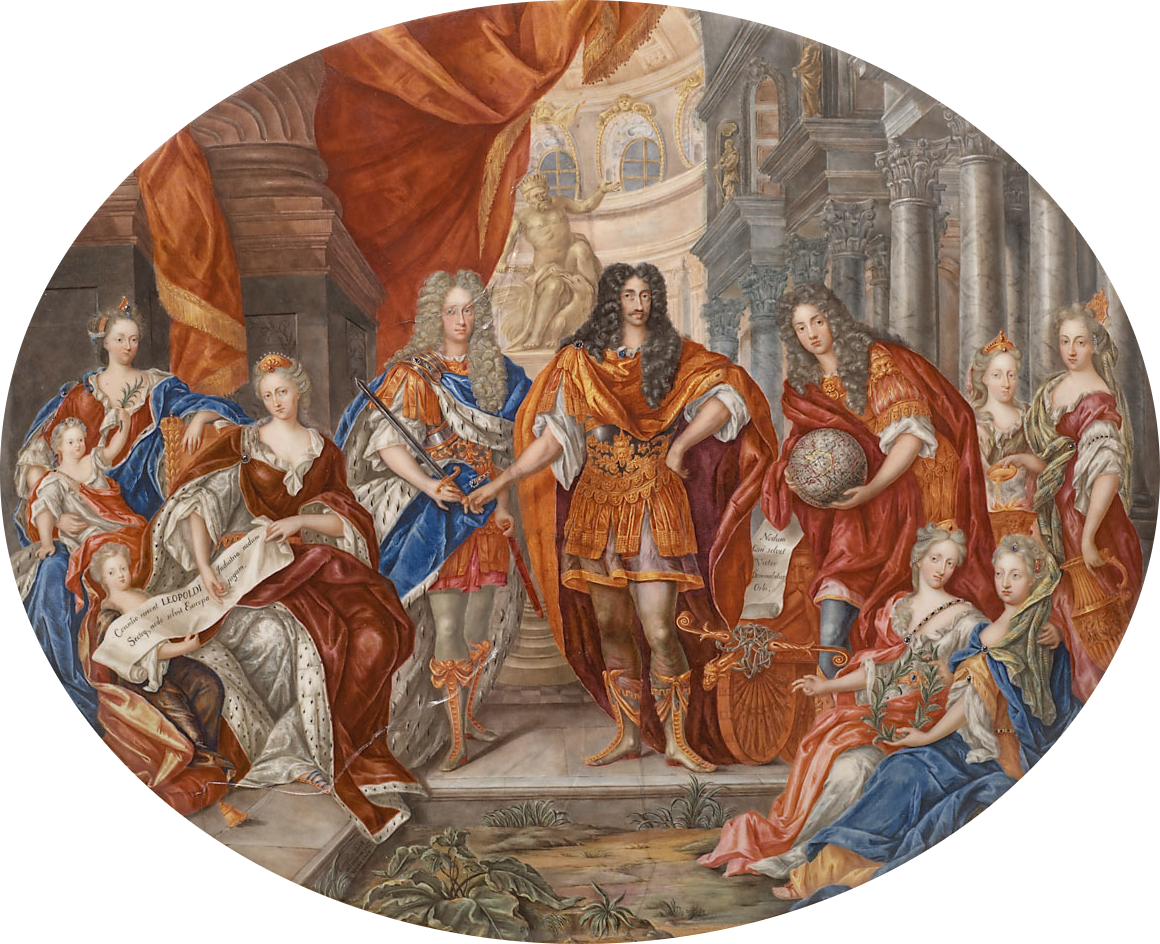
Charles Boit, La famiglia dell'imperatore Leopoldo I, 1703

Nel 1666 Leopoldo I sposò sua nipote (e cugina, in quanto figlia di sua sorella e di suo zio) Margherita Teresa d'Asburgo (1651-1673), figlia del re Filippo IV di Spagna. Margherita Teresa è la bionda principessa raffigurata da Diego Velázquez nel suo capolavoro, Las Meninas. La meravigliosa serie di ritratti di Velázquez dell'amata principessa nei vari stati della sua fanciullezza vennero inviati dalla corte di Madrid a Leopoldo, il quale seguiva da Vienna, passo dopo passo, la crescita della fidanzata. Ebbero quattro figli:
- Ferdinando Venceslao (1667-1668);
- Maria Antonia (1669-1692), sposò l'Elettore Massimiliano II Emanuele di Baviera;
- Giovanni Leopoldo (1670);
- Maria Anna (1672).

### Secondo Matrimonio
Leopoldo I si risposò, il 15 ottobre 1673, con l'arciduchessa Claudia Felicita d'Austria (30 maggio 1653-2 settembre 1676), figlia di Ferdinando Carlo d'Austria. Ebbero due figlie:
- Anna Maria Sofia (11 settembre 1674-22 dicembre 1674);
- Maria Giuseppina Clementina (11 ottobre 1675-11 luglio 1676).

### Terzo Matrimonio
Il 14 dicembre 1676 sposò Eleonora del Palatinato-Neuburg (6 gennaio 1655–19 gennaio 1720), figlia di Filippo Guglielmo del Palatinato. Ebbero dieci figli:
- Giuseppe I d'Asburgo (26 luglio 1678-17 aprile 1711);
- Maria Cristina Giuseppa (nata e morta il 18 giugno 1679);
- Maria Elisabetta (13 febbraio 1680-26 agosto 1741), governatrice dei Paesi Bassi austriaci;
- Leopoldo Giuseppe (2 giugno 1682-3 agosto 1684);
- Maria Anna (7 settembre 1683-14 agosto 1754), sposò Giovanni V del Portogallo;
- Maria Teresa (22 agosto 1684-28 settembre 1696);
- Carlo VI d'Asburgo (1 ottobre 1685-20 ottobre 1740);
- Maria Giuseppa (6 marzo 1687-14 aprile 1703);
- Maria Maddalena (26 marzo 1689-1 maggio 1743);
- Maria Margherita (22 luglio 1690-22 aprile 1691).

## Ascendenza
|                             |                      |                        | Genitori                  |  |  | Nonni |  |  | Bisnonni           |  |  | Trisnonni              |  |
|                             |                      |                        |                           |  |  |       |  |  | Carlo II d'Austria |  |  | Ferdinando I d'Asburgo |  |
|                             |                      |                        |                           |  |  |       |  |  | Carlo II d'Austria |  |  | Ferdinando I d'Asburgo |  |
|                             |                      | Anna Jagellone         |                           |  |  |       |  |  | Carlo II d'Austria |  |  |                        |  |
| Ferdinando II d'Asburgo     |                      |                        |                           |  |  |       |  |  | Carlo II d'Austria |  |  |                        |  |
|                             |                      | Maria Anna di Baviera  | Alberto V di Baviera      |  |  |       |  |  |                    |  |  |                        |  |
|                             |                      | Maria Anna di Baviera  | Alberto V di Baviera      |  |  |       |  |  |                    |  |  |                        |  |
|                             |                      | Maria Anna di Baviera  | Anna d'Austria            |  |  |       |  |  |                    |  |  |                        |  |
| Ferdinando III d'Asburgo    |                      | Maria Anna di Baviera  |                           |  |  |       |  |  |                    |  |  |                        |  |
|                             |                      | Guglielmo V di Baviera | Alberto V di Baviera      |  |  |       |  |  |                    |  |  |                        |  |
|                             |                      | Guglielmo V di Baviera | Alberto V di Baviera      |  |  |       |  |  |                    |  |  |                        |  |
|                             |                      | Guglielmo V di Baviera | Anna d'Austria            |  |  |       |  |  |                    |  |  |                        |  |
| Maria Anna di Baviera       |                      | Guglielmo V di Baviera |                           |  |  |       |  |  |                    |  |  |                        |  |
|                             |                      | Renata di Lorena       | Francesco I di Lorena     |  |  |       |  |  |                    |  |  |                        |  |
|                             |                      | Renata di Lorena       | Francesco I di Lorena     |  |  |       |  |  |                    |  |  |                        |  |
|                             |                      | Renata di Lorena       | Cristina di Danimarca     |  |  |       |  |  |                    |  |  |                        |  |
| Leopoldo I d'Asburgo        |                      | Renata di Lorena       |                           |  |  |       |  |  |                    |  |  |                        |  |
|                             | Filippo II di Spagna | Carlo V d'Asburgo      |                           |  |  |       |  |  |                    |  |  |                        |  |
|                             | Filippo II di Spagna | Carlo V d'Asburgo      |                           |  |  |       |  |  |                    |  |  |                        |  |
|                             | Filippo II di Spagna | Isabella di Portogallo |                           |  |  |       |  |  |                    |  |  |                        |  |
| Filippo III di Spagna       | Filippo II di Spagna |                        |                           |  |  |       |  |  |                    |  |  |                        |  |
|                             |                      | Anna d'Austria         | Massimiliano II d'Asburgo |  |  |       |  |  |                    |  |  |                        |  |
|                             |                      | Anna d'Austria         | Massimiliano II d'Asburgo |  |  |       |  |  |                    |  |  |                        |  |
|                             |                      | Anna d'Austria         | Maria di Spagna           |  |  |       |  |  |                    |  |  |                        |  |
| Maria Anna di Spagna        |                      | Anna d'Austria         |                           |  |  |       |  |  |                    |  |  |                        |  |
|                             |                      | Carlo II d'Austria     | Ferdinando I d'Asburgo    |  |  |       |  |  |                    |  |  |                        |  |
|                             |                      | Carlo II d'Austria     | Ferdinando I d'Asburgo    |  |  |       |  |  |                    |  |  |                        |  |
|                             |                      | Carlo II d'Austria     | Anna Jagellone            |  |  |       |  |  |                    |  |  |                        |  |
| Margherita d'Austria-Stiria |                      | Carlo II d'Austria     |                           |  |  |       |  |  |                    |  |  |                        |  |
|                             |                      | Maria Anna di Baviera  | Alberto V di Baviera      |  |  |       |  |  |                    |  |  |                        |  |
|                             |                      | Maria Anna di Baviera  | Alberto V di Baviera      |  |  |       |  |  |                    |  |  |                        |  |
|                             |                      | Maria Anna di Baviera  | Anna d'Austria            |  |  |       |  |  |                    |  |  |                        |  |
|                             |                      | Maria Anna di Baviera  |                           |  |  |       |  |  |                    |  |  |                        |  |